# Tidewater Sharks
Tidewater Sharks byl profesionální americký klub ledního hokeje, který sídlil v Norfolku ve státě Virginie. V letech 1975–1977 působil v profesionální soutěži Southern Hockey League. Sharks ve své poslední sezóně v SHL skončily v základní části. Klub byl během své existence farmami celků NHL a WHA. Jmenovitě se jedná o Buffalo Sabres, Calgary Cowboys a Cleveland Crusaders. Své domácí zápasy odehrával v hale Norfolk Scope s kapacitou 8 701 diváků. Klubové barvy byly červená, bílá a neonová.

## Přehled ligové účasti
Zdroj: 
- 1975–1977: Southern Hockey League